# Нюер-Тер-А
Нюер-Тер-А (нід. Nieuwer-Ter-Aa) — село в нідерландській провінції Утрехт. Входить до муніципалітету Стіхтсе-Вехт.
Його площа становить 0,15 км², а населення станом на 2021 рік складало 495 осіб.
Перша згадка про населений пункт датується 1556 роком.

## Галерея

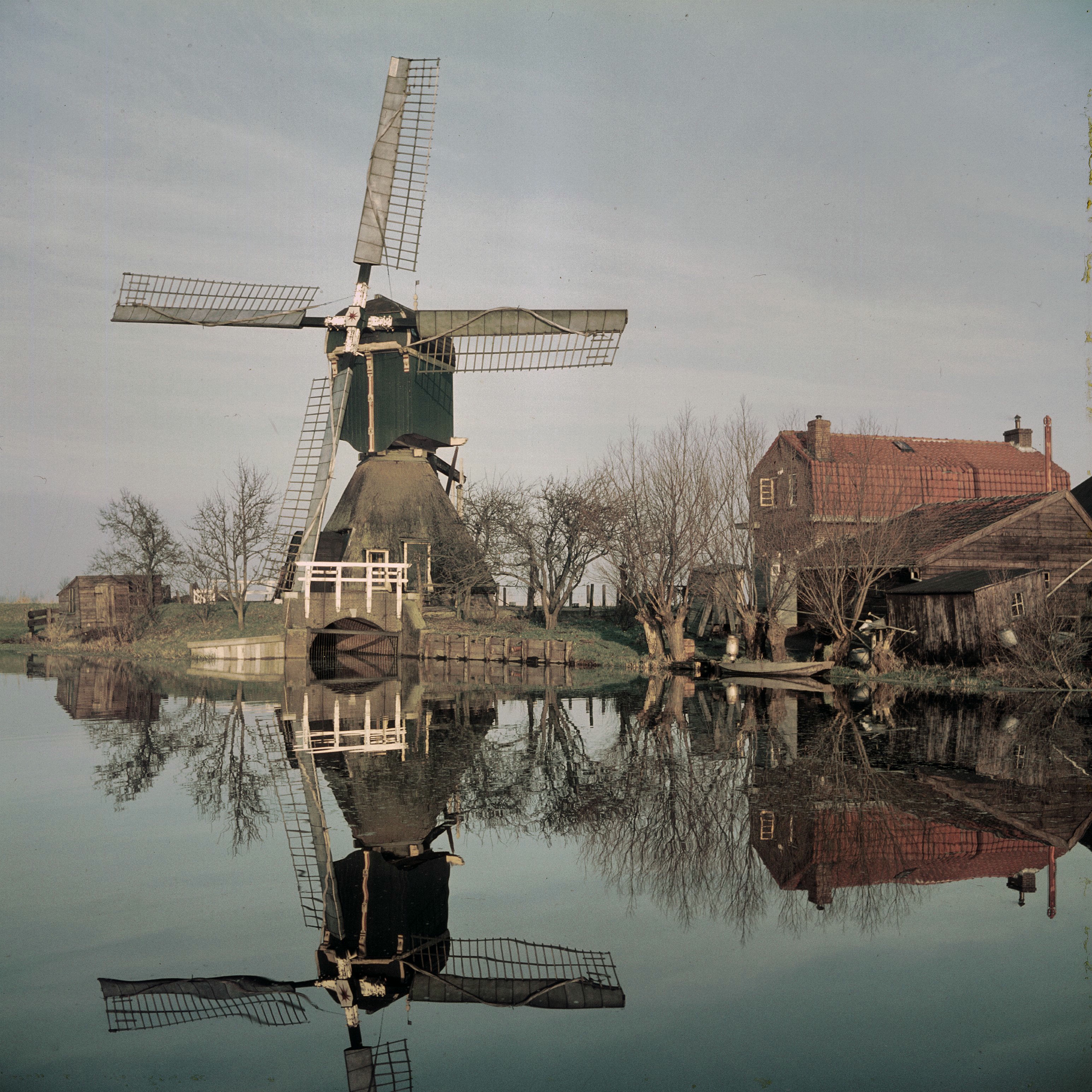
Вітряк Oukoper
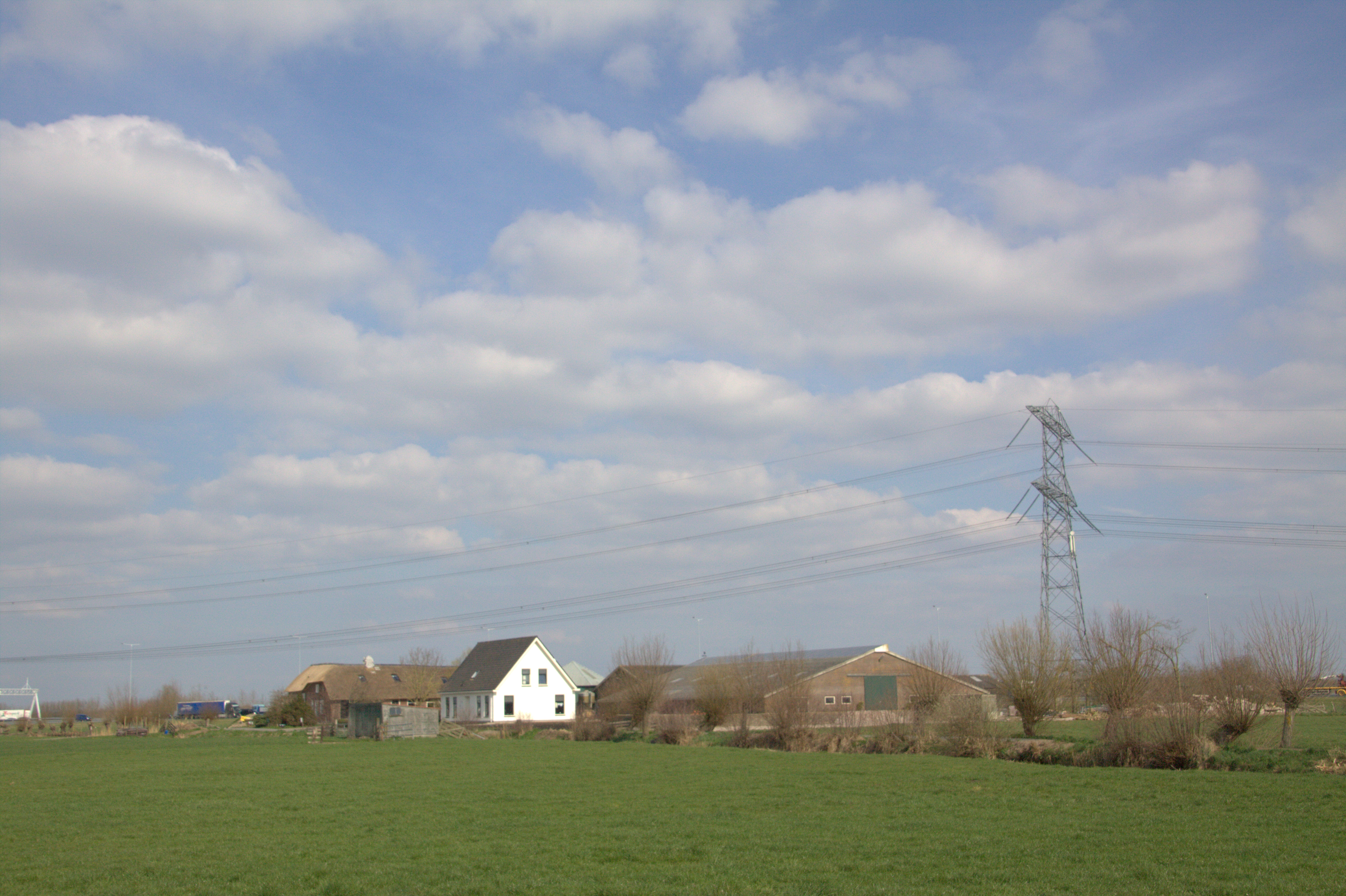
Ферми в Нюер-Тер-А
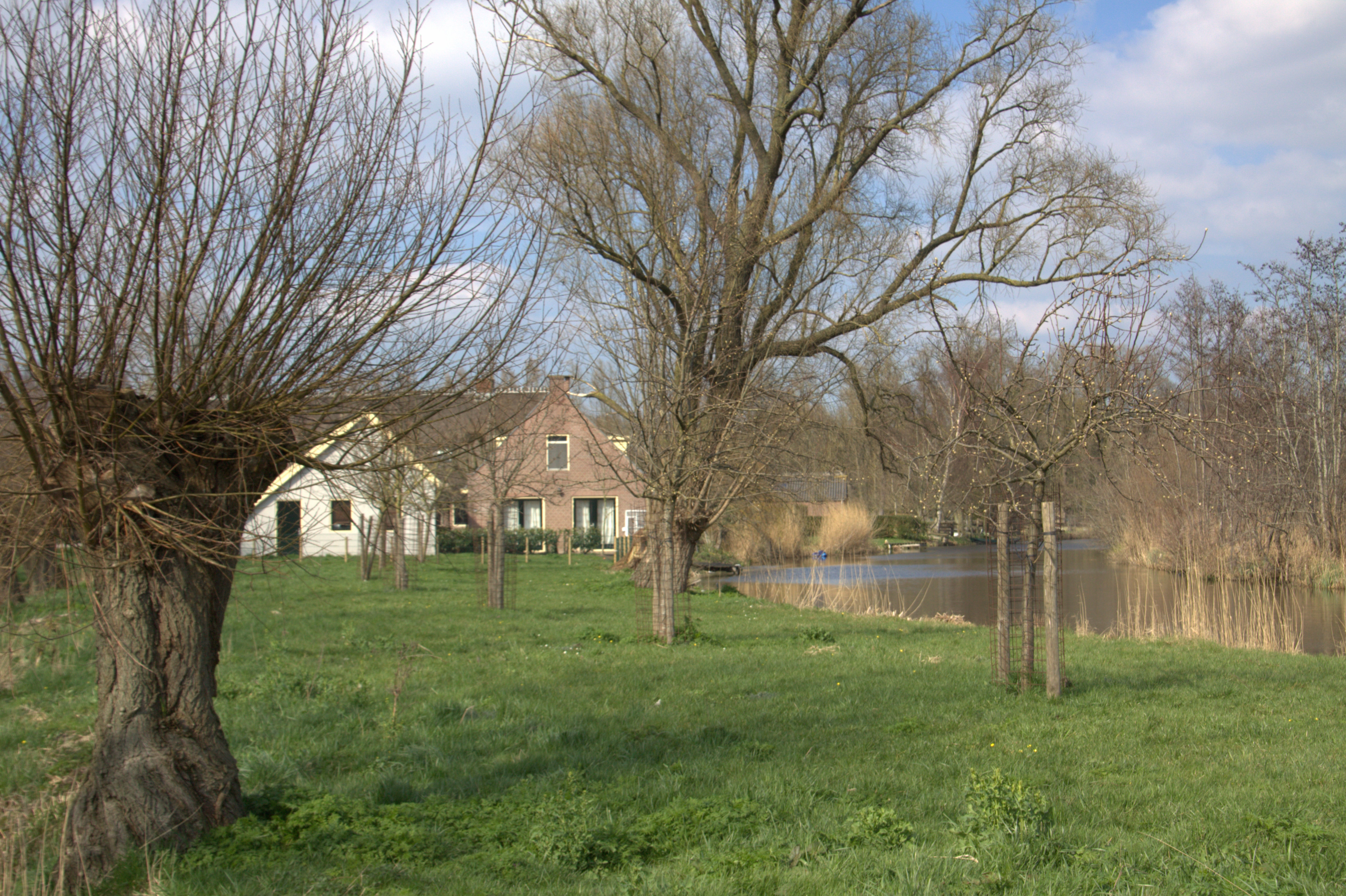
Річка А у селі
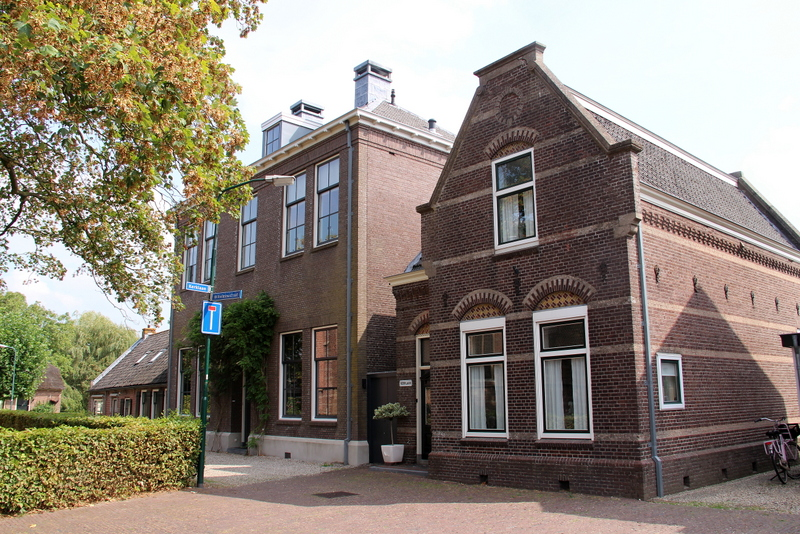
Будинок почтку